# マーク・ジンドラック
マーク・ジンドラック（Mark Robert Jindrak、1977年6月26日 - ）は、アメリカ合衆国のプロレスラー。ニューヨーク州オーバーン出身。
CMLL、AAAといったメキシコのプロレス団体ではマルコ・コルレオーネ（Marco Corleone）のリングネームで活動している事で知られる。

## 来歴

### WCW
1999年、アメリカのメジャー団体であるWCWと契約を交わし入団。傘下のトレーニング施設であるパワープラントでトレーニングを開始。3月2日、Saturday Nightにてチャック・パルンボとソウルサーファーズなるタッグチームを結成してプロレスラーデビューを果たす。
2000年6月26日、Nitroにてショーン・オヘアとタッグを結成して活動。7月よりミスフィッツ・イン・アクションと抗争を展開するが、WCW世界タッグ王座の奪取を目論むパーフェクト・イベント（チャック・パルンボ & ショーン・スタージャック）と意見が合致。また、マイク・サンダースがユニット結成を提案した事からナチュラル・ボーン・スリラーズを結成。9月25日、WCW世界タッグ王座争奪6wayバトルロイヤルに勝利してベルトを奪取した。12月、オヘアがパルンボと組む事になり、ジンドラックはスタージャックとタッグを組む。しかし、オヘア & パルンボの影に隠れていたことで、スタージャックと共に反旗を翻した事でナチュラル・ボーン・スリラーズは解散となった。
2001年2月、WCW世界タッグ王座を保持していたオヘア & パルンボと抗争を展開。18日のPPV、SuperBrawl Revengeにて決着戦を行うが敗戦した。

### WWE
2001年3月、WCW崩壊後はWWFと契約を交わし入団。WCW & ECW連合軍であるアライアンスの一員として登場するが7月9日のRAWでのチームECW vs チームWCW vs チームWWFによる20人バトルロイヤルでの出場のみとなり、ハウスショーや前座番組のJakkedが中心となっていた。8月より傘下団体であるHWA（Heartland Wrestling Association）へと降格し、10月にはOVWへと移籍。
2002年9月1日、OVW Fall Brawl Specialにてオヘアとシングルマッチを行い勝利。10月よりWWEへと昇格するもHeatやハウスショーでの出番のみとなり、再び降格。

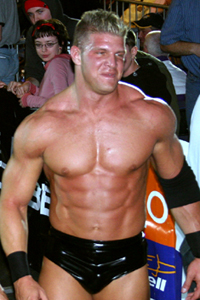
WWE時代

2003年5月、WWEへと再昇格してRAWに所属。ギャリソン・ケイドとタッグを組んで活動。12月1日にはRAWにてWWE世界タッグ王座を保持するダッドリー・ボーイズに挑戦するもわずか2分で敗戦。12月14日、Armageddon 2003にてWWE世界タッグ王座争奪タッグターモイルガントレットマッチに出場するも王座を奪取ならず。
2004年3月14日、WWE WrestleMania XXにてWWE世界タッグ王座争奪4wayマッチに出場するが奪取ならず。4月よりドラフトにてSmackDown!へと移籍することになり、セオドア・ロングをマネージャーに従えて、ナルシストギミックへと変更。毎回リング上に鏡が置かれ、自分の筋肉美に酔いしれた。9月よりGMを務めていたカート・アングルの用心棒としてルーサー・レインズと共に活動。アングルとビッグ・ショーとの抗争に加担し、12月12日のPPVであるArmageddon 2004にてアングル & ジンドラック & レインズ vs ビッグ・ショーの3対1によるハンディーキャップマッチを行うが敗戦し、抗争は終了した。
2005年、レインズとのタッグを継続し、ジ・アンダーテイカーやレイ・ミステリオ & エディ・ゲレロなどと抗争を展開するが特にインパクトを残すことができずに7月にWWEから解雇となった。

### インディー団体
WWE解雇後、2005年10月に新日本プロレスに参戦するために初来日を果たす。8日、PPVである闘魂創造～NEW CHAPTER～に出場し、チーム・ジャパン VS 元WWEと題された試合でチャーリー・ハースと組んでチーム・ジャパン（中西学 & ケンドー・カシン）と対戦するが敗戦。以降、Toukon Series 2005 ～ Battle Final 2005までマット・モーガンとタッグを組んで出場。
2006年1月、NWE（New Wrestling Entertainment ）、DSWなどのインディー団体に参戦。4月20日、日本の団体であるハッスルに参戦。インリンの番犬としてモーガンと共にソドムとゴモラのギミックであるソドム（Sodom）、モーガンはゴモラで登場。タッグイリュミネーションマッチにてジャイアント・バボ & インリン & 川田利明 & 安生洋二と組んで小川直也 & レイザーラモンHG & 大谷晋二郎 & TAJIRIと対戦して勝利した。

### CMLL
2006年5月、メキシコのメジャー団体であるCMLLと契約を交わし入団。12日、16人トルネオ・シベルネティコグランプリに出場するが勝利するに至らなかった。9月19日、映画、ゴッドファーザーの登場人物であるコルレオーネ家を基にしたイタリア人マフィアのギミックであるマルコ・コルレオーネ（Marco Corleone）のリングネームで登場。鈴木健想をパートナーとして活動。
2007年3月30日にはウニベルソ・ドスミルと、2008年10月17日にはリスマルク・ジュニアとカベジェラ・コントラ・カベジェラマッチを行い、いずれも勝利して髪を剃った。

### AAA
2009年3月、AAAへと移籍。サイコ・サーカス、ラ・リージョン・エクステンヘラと抗争して窮地に陥っていたバンピーロ、ラ・パルカといったベテランレスラー達の助っ人として登場。コパ・アントニオ・ペーニャやカンペオナート・プレミアといったトーナメントでは決勝まで進出するもいずれもタイトルを獲得する事ができなかったものの、CMLLで相棒だった鈴木と抗争を展開した。
2010年3月、AAAから退団。

### インディー団体
AAA退団後、ペロス・デル・マール、FULL（Federacion Universal De Lucha Libre）、IWL（International Wrestling League）といったインディー団体に転戦後、6月よりアメリカのLLUSA（Lucha Libre USA）に参戦。LLUSAヘビー級王座を巡ってリスマルク・ジュニア、RJブリュワーと抗争した。

### CMLL
2011年12月、CMLLに復帰。マキシモ & ルーシュとラ・テルシア・センセーションなるトリオユニットを結成して活動し、2012年2月19日、CMLL世界トリオ王座を保持するロス・イホズ・デル・アベルノ（アベルノ & メフィスト & エフェスト）と対戦して勝利し、ベルトを奪取した。8月より開催されたカンペオン・ウニベルサルでは一回戦で新日本プロレスの棚橋弘至と対戦するが敗戦した。
2014年9月より開始されたコパCMLLにてルーシュと組んで出場。決勝まで進出し、16日にラ・パステ・ネグラ（エル・バルバロ・カバルナリオ & ミステル・ニエブラ）と対戦して勝利し、優勝を飾った。
またロス・インゴベルナブレスのメンバーとしても活躍中。

## 得意技

### フィニッシュ・ホールド
エア・コルレオーネ
フィニッシャー。相手をコーナーに追いつめてランニング・クロス・ボディを仕掛ける。
マーク・オブ・エクセレンス
WWE在籍時代のナルシストギミックの頃から使用し始めたフィニッシャー。
バックドロップの体勢で持ち上げた状態で、ロック・ボトムのように叩きつける技。「マーク・オブ・エクセレンス」の「マーク」は自身のリングネームであるMark Jindrakマーク・ジンドラックのマークであると同じに、Mark（〜を残す、〜の象徴を、）の意味も持つ。この場合は完璧なる象徴という意味になる。
左ストレート
SmackDown!時代末期のベビーターン時に、退団するまで使用していたフィニッシャー。
当時ジンドラックはギミック上、手の甲の中に金属ギプスを入れていた為、ただのストレートなのだが一発で相手を失神できるほどの技、という設定になっていた。

### 打撃技
ドロップキック
その巨体からは想像できないほど跳躍力のあるドロップキックはプロレス業界でもトップクラスの美技と称されている。味方が抱き上げた相手の顔面ヘドロップキックを放つ合体技もある。
ビッグブーツ
クローズライン

### 飛び技
ダイビング・クローズライン
ジンドラックの場合、手を使わずそのままトップロープに飛び乗ってから仕掛けることが多い。

### 関節技
アルゼンチン・バックブリーカー

### 投げ技
スープレックス
スーパープレックス

## タイトル歴
WCW
- WCW世界タッグ王座 : 2回

w / ショーン・オヘア
CMLL
- CMLL世界トリオ王座 : 1回

w / ルーシュ & マキシモ
- コパCMLL : 2014年

w / ルーシュ
IWL
- IWLインターコンチネンタル王座 : 1回

IWRG
- コパ・ハイパワー : 2006年度

闘龍門メキシコ
- スズキカップ : 2007年、2008年

w / ウルティモ・ドラゴン & 佐々木健介 : 2007年
w / ウルティモ・ドラゴン & アレックス・コズロフ : 2008年
CLAW
- CLAW北米ヘビー級王座 : 1回